# Dicarpa fibrata
Dicarpa fibrata är en sjöpungsart som beskrevs av Monniot 1997. Dicarpa fibrata ingår i släktet Dicarpa och familjen Styelidae. Inga underarter finns listade i Catalogue of Life.